# Интернациональная улица (Кронштадт)
Интернациона́льная улица — улица в Кронштадте. Соединяет улицы Мануильского и Комсомола параллельно Лазаревскому переулку.
Нумерация домов осуществляется с востока на запад. Протяжённость магистрали — 260 метров.

## История
Известна с начала XVIII века как Госпита́льная, но уже в 1731 году получает название Богоявле́нская по выстроенной на ней Богоявленской церкви, впоследствии разобранной из-за ветхости в 1841 году. 2 ноября 1918 года улица получила своё нынешнее название — Интернациональная.

## География
Интернациональная улица соединяет улицы Мануильского и Комсомола, однако фактически её западная оконечность выходит к площади, образуемой пересечением улиц Комсомола и Советской. С востока магистраль улицы продолжается проездом, находящимся на закрытой территории кронштадтского Морского госпиталя. Суммарная протяжённость улицы, включая проезд, составляет около 510 метров.

## Здания, сооружения, организации
- дом 6:

1. ГУЗ Поликлиника № 74 (отделение ортопедической стоматологии);
2. Отдел здравоохранения администрации Кронштадтского района;

- дом 7/22 — отделение почтовой связи № 2 Кронштадтского района.

## Транспорт
- Автобусы: № 1Кр, 2Кр[5].

## Пересечения
С востока на запад:
- улица Мануильского
- Пролетарская улица
- улица Аммермана
- улица Комсомола
- Советская улица (примыкают к противоположным сторонам площади)